# 北京警察博物馆
39°54′2.200″N 116°23′55.118″E / 39.90061111°N 116.39864389°E
北京警察博物馆，位于北京市东城区东交民巷36号，是隶属北京市公安局的一座展示北京警察发展历程及警察文化的博物馆。

## 历史

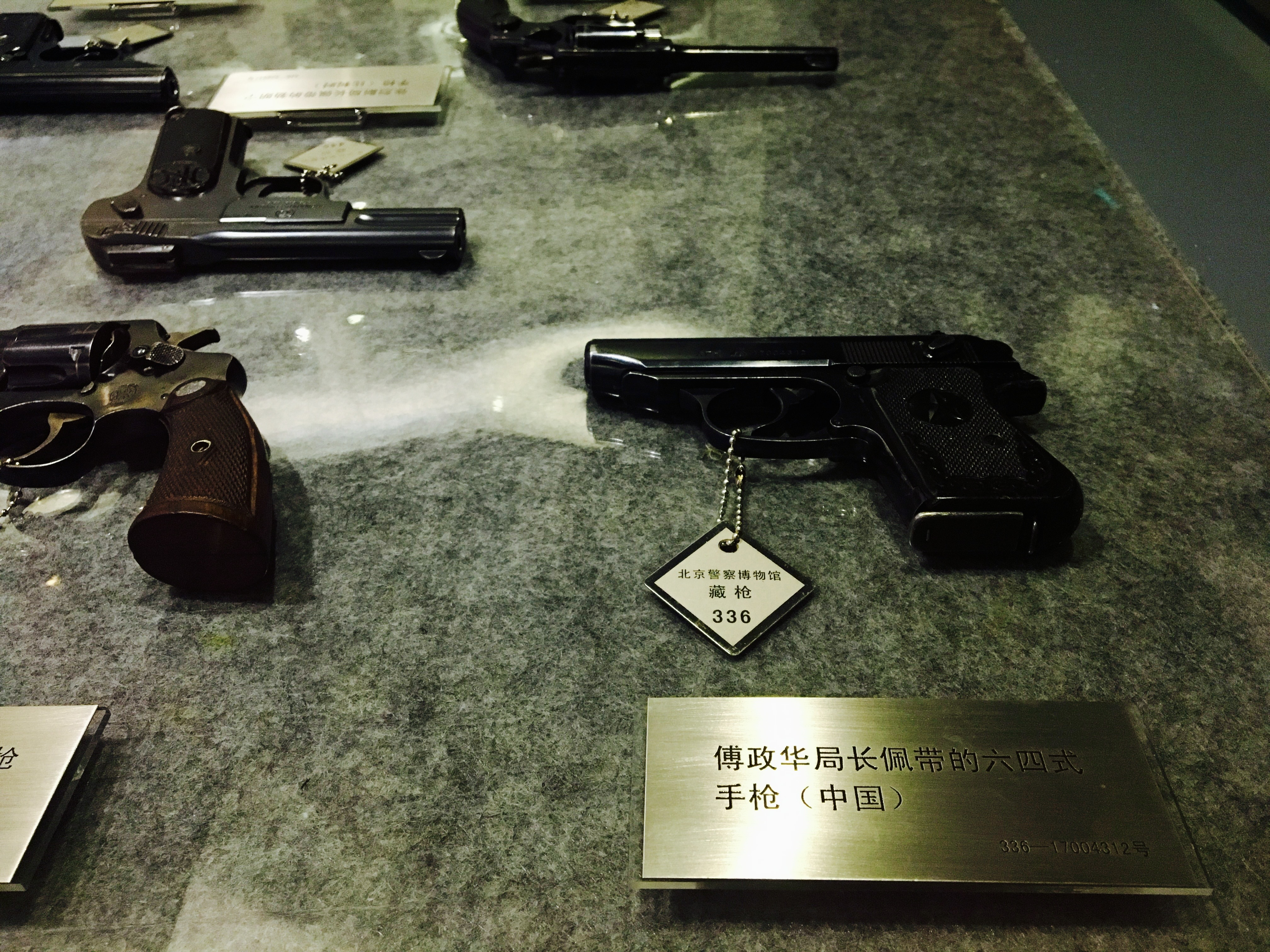
北京警察博物馆展示的傅政华担任北京市公安局局长时期佩戴的六四式手枪，拍摄于2016年

北京警察博物馆是北京市首家以警察文化为主题的博物馆。该馆由北京市公安局开设，于2001年7月1日开馆，此后一个月面向内部人士参观，同年8月1日起向社会开放。北京警察博物馆开馆时，国务委员罗干、中共北京市委书记贾庆林、中华人民共和国公安部部长贾春旺出席了开馆仪式。
该博物馆采用编年史与重大专题结合的展陈方法，展示北京警察的历程。全部展馆面积约2000平方米。全馆上下分为四个展厅，其中一层展厅为北京公安史厅。走进该博物馆一层大厅，首先便可见中共中央三代领导人毛泽东、邓小平、江泽民与公安干警的巨幅合影。馆内使用多媒体技术进行展示。
该馆馆藏文物7000余件，时间从明朝到现代。展品有的来自档案馆，有的来自民间。

## 建筑
北京警察博物馆的馆舍位于东交民巷36号，原是花旗银行旧址。这座建筑建于1914年。花旗银行关门后，这里作为北京市公安局签证处一直用至1998年，1995年被列为北京市文物保护单位。2000年，经北京市公安局局长强卫提议，选定此处筹建北京警察博物馆，由清华大学美术学院环建系负责设计。北京警察博物馆的外观保留了原址的西洋建筑风格。2001年，“花旗银行旧址”作为“东交民巷使馆建筑群”的一部分，被列入第五批全国重点文物保护单位。同年，该建筑内部进行了改造装修，作为北京警察博物馆对外开放。
该建筑坐南朝北，与俄国使馆旧址隔街相对。该建筑是一座四层西洋古典式建筑，地上三层，地下一层，砖石结构。立面全部采用花岗岩砌筑。正立面向北，面临东交民巷。立面三层通过水平檐线划分成上、下两个部分，比例约为一比三。一层、二层为整体柱廊，四根罗马爱奥尼式柱十分高大，立在七级台阶上，纵贯两层，柱身没有凹槽。柱廊两端用宽大的扁平壁柱结束，柱头是一组复合水平线脚。柱廊上为通长的檐部，檐壁简洁而没有装饰，檐壁比例宽大，额枋则显得窄而细，并且用一组线脚划分。水平檐口用一排托檐石挑出。柱廊内的底层中间是入口大门，大门两侧各有两扇大窗，窗洞上部都是半圆拱券。金属门窗框十分精致，外面加有金属防护栏。二层是五个巨型窗，顶层檐口用多层线脚组成横向腰线组，墙面上有和下层对应的五个长窗。檐口上面是女儿墙，中部有巴洛克曲线涡卷形装饰，正中央是一个高大的盾徽，盾徽上刻有花旗银行的标志，盾徽后面设有旗杆。该建筑的东立面、西立面较为简单，有窗户及侧面出入口，仅将北立面的水平檐部线脚连续围合起来。整座建筑外观厚重，比例完美，是近代古典主义银行建筑的典型。